# Distretto di San Antonio de Cachi
Il distretto di San Antonio de Cachi è un distretto del Perù nella provincia di Andahuaylas (regione di Apurímac) con 3.186 abitanti al censimento 2007 dei quali 1.330 urbani e 1.856 rurali.
È stato istituito l'8 giugno 1936.